# Twelfth Air Force

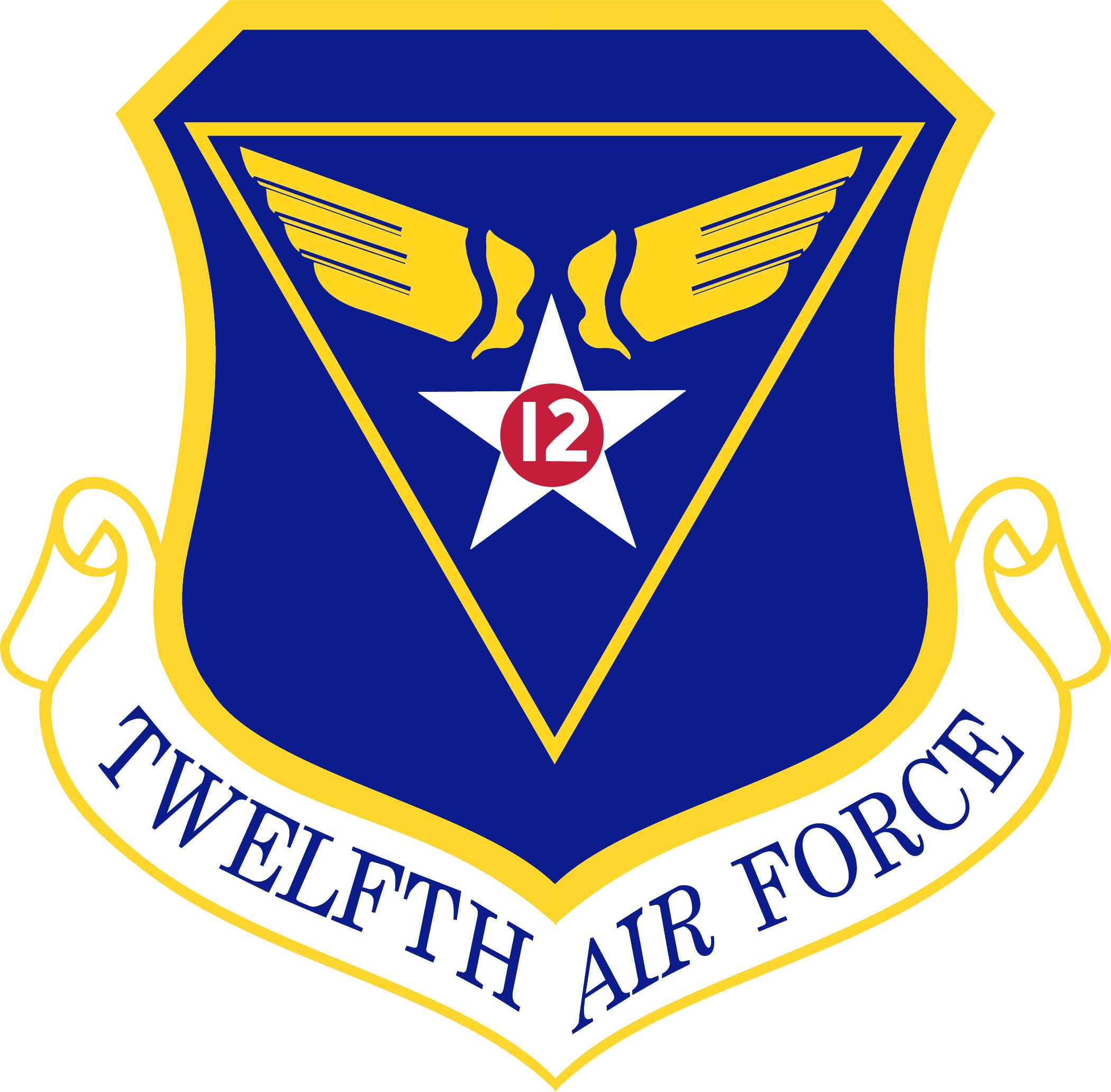
Abzeichen der Twelfth Air Force

Die Twelfth Air Force (deutsch 12. US-Luftflotte), seit 2008 auch Air Forces Southern (AFSOUTH), ist eine seit 1942 aktive Numbered Air Force der United States Air Force, die dem Air Combat Command untersteht. Sie bildet die Luftkomponente des United States Southern Command. Ihr Hauptquartier befindet sich auf der Davis-Monthan Air Force Base in Arizona. Das Kommando fungiert als das primäre Warfighting Headquarters (WFHQ) für konventionelle Jagd- und Bomberflugzeuge innerhalb der Air Force. Es ist für die ständige Kampfbereitschaft mehrerer aktiver Geschwader (Wings) und weiterer unterstellter Einheiten zuständig.
Gegründet am 20. August 1942 auf Bolling Field, District of Columbia, war die 12th Air Force ein Kampfkommando der United States Army Air Forces im Zweiten Weltkrieg auf dem Kriegsschauplatz Mittelmeerraum und war an Operationen des Afrikafeldzugs, des Italienfeldzugs und weiteren Einsätzen im Mittelmeerraum und Südeuropa beteiligt. Während des Kalten Krieges gehörte sie zeitweilig zu den United States Air Forces in Europe (USAFE) und ab 1958 zum Tactical Air Command. Mehrere ihrer unterstellten Einheiten waren am Vietnamkrieg und am Zweiten Golfkrieg beteiligt. Im Krieg gegen den Terror seit 2001, operierten zahlreiche unterstellte Einheiten im Zuständigkeitsbereich des United States Central Command.

## Geschichte

### Zweiter Weltkrieg
Die Twelfth Air Force wurde im August 1942 an der US-Westküste in Vorbereitung auf die Beteiligung der Army Air Forces an der Operation Torch gebildet und anschließend zu Trainingszwecken nach Großbritannien verlegt. Sie bestand aus dem XII Bomber Command, XII Air Support Command und XII Fighter Command sowie dem direkt unterstellten 51st Troop Carrier Wing und zwei Aufklärungsgruppen. Am 23. September übernahm James Harold Doolittle offiziell das Kommando über die Formation, Hoyt S. Vandenberg wurde sein Stabschef. Ab November 1942 nahm die 12th AF an der Invasion in Französisch-Nordafrika und den nachfolgenden Operationen des Tunesienfeldzugs teil, wobei die ihr unterstellten Verbände in die komplizierte anglo-amerikanische Befehlsstruktur der Northwest African Air Forces (NAAF) eingebunden wurden, die auf der Casablanca-Konferenz vereinbart worden war und bis 1. September 1943 Bestand hatte. Die 12th Air Force war in dieser Zeit mehr oder weniger eine Papierformation, deren Befehl offiziell der Befehlshaber der NAAF, Carl A. Spaatz, innehatte.
Ende August 1943, nach der erfolgreichen Invasion Siziliens, erhielt die Twelfth AF mehrere Gruppen von der nach Großbritannien verlegten Ninth Air Force. Die schweren Bombereinheiten wurden im Oktober 1943 zur neuaufgestellten Fifteenth Air Force transferiert, und die 12th Air Force in eine rein taktische Luftflotte umgewandelt. Im Dezember 1943 übernahm John K. Cannon den Befehl über die nach Italien verlegte 12th AF von Spaatz, als dieser nach England ging, um das neue Hauptquartier U.S. Strategic Air Forces in Europe zu bilden. Cannon hatte zuvor bereits das XII Air Support Command, das XII Bomber Command und das Northwest African Training Command geführt und war Stellvertreter des Briten Arthur Coningham bei der Northwest African Tactical Air Force gewesen.
Die 12th Air Force war an allen Phasen des Italienfeldzugs beteiligt und flog daneben auch Einsätze während der Operation Dragoon, der Invasion Südfrankreichs im August 1944 sowie über dem Balkan und Österreich. Das XII Bomber Command wurde im Juni 1944 auf Korsika aufgelöst. Im November 1944 wurde das XXII Tactical Air Command durch Umbenennung des XII Fighter Command gebildet. Anfang April 1945 erhielt Benjamin W. Chidlaw den Befehl über die 12th AF, nachdem Cannon Nachfolger Ira C. Eakers als Oberbefehlshaber der Mediterranean Allied Air Forces geworden war.
Nach dem Ende des Krieges in Europa wurde die 12th AF am 31. August 1945 deaktiviert. Eines ihrer Subkommandos, das XII Tactical Air Command, wurde den United States Air Forces in Europe zugeteilt und zeitweilig im besetzten Deutschland stationiert.

### Nachkriegszeit und Kalter Krieg
Am 17. Mai 1946 auf dem March Field (Kalifornien) reaktiviert, wurde die 12th Air Force dem kurz zuvor gebildeten Tactical Air Command unterstellt. Sie wurde in der Folgezeit als erste nummerierte Luftflotte mit Strahlflugzeugen (Lockheed P-80) ausgerüstet. Es folgte die Teilnahme an mehreren Manövern, in denen triphibische Operationen geübt wurden. Im Dezember 1948 wurde das Hauptquartier auf die Brooks Air Force Base (Texas) verlegt und die Luftflotte dem neugebildeten Continental Air Command unterstellt, mit Zuständigkeit für die südlichen USA (Texas, Arkansas, Louisiana, Oklahoma und New Mexico). Im Juni 1950 wurde sie deaktiviert.
Die Luftflotte wurde am 21. Januar 1951 in Wiesbaden reaktiviert und den United States Air Forces in Europe unterstellt. Im April 1952 wurde sie als erster US-Luftwaffenverband in die NATO-Verteidigungsstruktur eingebunden und bildete mit kanadischen und französischen Einheiten die 4th Allied Tactical Air Force der Allied Air Forces Central Europe.
Anfang 1958 erfolgte der Rücktransfer in die USA, wo die Luftflotte wieder dem Tactical Air Command unterstellt wurde. Ihr neues Hauptquartier wurde die James Connally Air Force Base in Texas. Unterstellte Einheiten waren in der Folgezeit beim Konflikt in der Formosastraße von 1958, in der Kubakrise von 1962 und beim Konflikt in der Dominikanischen Republik von 1965 (Operation Power Pack) im Einsatz.
Während des Vietnamkrieges übernahmen die 12th Air Force und die 9th Air Force ab 1965 die Ausbildung des Ersatzes für die taktischen Jagdflieger-, Aufklärungs- und Truppentransporteinheiten auf dem südostasiatischen Kriegsschauplatz. Im September 1968 schloss die Connally AFB und die Bergstrom Air Force Base, ebenfalls in Texas, wurde als neues Hauptquartier bezogen.
Nach dem Ende des amerikanischen Engagements in Vietnam stand wieder die Ausbildung und Aufrechterhaltung einer ständigen Eingreifreserve im Vordergrund. Ende 1983 nahmen Teile der 12th Air Force an der US-Invasion in Grenada teil. Im Januar 1987 wurde die Luftflotte regional dem United States Southern Command unterstellt. 1989 nahm sie an der US-Invasion in Panama teil.

### Seit 1991
Nach dem Ende des Kalten Krieges wandelte sich der Auftrag der 12th Air Force zu einer dreifachen Mission: Bekämpfung des organisierten Verbrechens (vornehmlich Drogenhandel), humanitäre Unterstützung und Aufrechterhaltung partnerschaftlicher Beziehungen zu den südlichen Nachbarn der USA. Seit Juni 1992 untersteht die 12th AF funktional dem neugebildeten Air Combat Command. Im selben Jahr wurde die Davis-Monthan Air Force Base in Arizona bezogen. Ab September 1994 nahm die 12th AF an der Operation Uphold Democracy in Haiti teil. Teile der Luftflotte wurden in den 1990ern außerdem für Operationen in Irak, im ehemaligen Jugoslawien und in Somalia bereitgestellt.
Mit dem Auslaufen der Besitzrechte der USA am Panamakanal Ende 1999 wurde die amerikanische Militärpräsenz in dem Land beendet, die auch zwei Basen der 12th AF umfasste. Ab 2010 beteiligte sich die 12th AF nach dem schweren Erdbeben in Haiti an den Hilfsmaßnahmen im Rahmen der Operation Unified Response. Sie ist auch an der andauernden Operation New Horizons beteiligt.

## Liste der Kommandierenden Generale ab 2006
| Name            | Beginn der Berufung | Ende der Berufung  |
| --------------- | ------------------- | ------------------ |
| David A. Mineau | 11. September 2024  | amtierend          |
| Evan L. Pettus  | 22. Juli 2022       | 11. September 2024 |
| Barry Cornish   | 21. August 2020     | 22. Juli 2022      |
| Andrew A. Croft | 3. August 2018      | 21. August 2020    |
| Mark D. Kelly   | 3. Oktober 2016     | 3. August 2018     |
| Mark Nowland    | 19. Dezember 2014   | 3. Oktober 2016    |
| Tod D. Wolters  | 24. September 2013  | 19. Dezember 2014  |
| Robin Rand      | 1. Dezember 2011    | 24. September 2013 |
| Glenn Spears    | August 2009         | 1. Dezember 2011   |
| Norman Seip     | Juli 2006           | August 2009        |